# Pseudanthessius dubius
Pseudanthessius dubius är en kräftdjursart som beskrevs av Georg Ossian Sars 1918. Pseudanthessius dubius ingår i släktet Pseudanthessius, och familjen Pseudanthessidae. Arten är reproducerande i Sverige.